# فراموش‌خانه (مجموعه تلویزیونی)
فراموش‌خانه یا فراماسونری نام یک مجموعهٔ تلویزیونی به کارگردانی سیدعبدالرضا نواب صفوی است که در سال ۱۳۷۰ تولید و از شبکه ۱ پخش گردید.

## خلاصه داستان
این مجموعه تلویزیونی درباره تاریخچه پیدایش فراماسونری در جهان، ظهور آن در دورهٔ قاجاریه در ایران و تداوم فعالیتش تا وقوع انقلاب ۵۷ است.

## بازیگران و عوامل تولید

### بازیگران
- رضا کرم‌رضایی
- بهروز بقایی
- آتیلا پسیانی
- علی عمرانی
- حمید لولایی
- رشید اصلانی
- مازیار بازیاران
- بهزاد رحیم‌خانی
- مرتضی ضرابی
- مهتاب نصیرپور در نقش «تاج‌السلطنه» (دختر ناصرالدین‌شاه)
- رضا بنفشه‌خواه در نقش «محمدرضا شاه»[۲]
- نورالدین استوار در نقش «کنت دو میرابو»
- حسین معلومی
- محمد حاتمی
- ابوالقاسم محمدطاهر
- محمود کدخدایی
- سیدعلی حسینی
- رحیم دلبند

### عوامل تولید
- تهیه‌کننده و کارگردان: عبدالرضا نواب‌صفوی
- فیلمنامه: مهرداد مجیدحسینی‌زاده (بازنویسی نهایی: آرش عرفانی)
- مدیر فیلمبرداری: مجتبی رحیمی
- تصویربردار: مهدی مجد وزیری
- تدوین: فریدون جامه‌بزرگ
- طراح چهره‌پردازی: مرتضی اردستانی
- موسیقی: امیرعباس نواب‌صفوی
- تهیه‌کننده: عبدالرضا نواب‌صفوی
- مدیر برنامه‌ریزی و دستیار اول کارگردان : حمید صالحین
- طراحی و اجرای عنوان‌بندی: کریست هوویان
- فرمت تصویر: ۱۶ میلیمتری
- تعداد قسمت‌ها: ۷ قسمت
- مدت زمان: ۵۷۰ دقیقه
- محصول: گروه تاریخ شبکه ۱
- سال تولید: ۱۳۷۰